# 7072 Beijingdaxue
7072 Beijingdaxue è un asteroide della fascia principale. Scoperto nel 1996, presenta un'orbita caratterizzata da un semiasse maggiore pari a 2,4151791 UA e da un'eccentricità di 0,1512741, inclinata di 0,09906° rispetto all'eclittica.